# Tsuga canadensis
Tsuga canadensis là một loài thực vật hạt trần trong họ Thông. Loài này được (L.) Carrière miêu tả khoa học đầu tiên năm 1855.